# Petar Škuletić
Petar Škuletić, cyr. Пeтap Шкулeтић (ur. 29 czerwca 1990 w Danilovgradzie) – serbski piłkarz występujący na pozycji napastnika. Od 2022 zawodnik FK Bačka Topola.